# Umaní
Umaní es un corregimiento del distrito de Müna en la comarca Ngäbe-Buglé, República de Panamá. La localidad tiene 2.148  habitantes (2010).